# Warren Doane
Warren Doane (* 30. Oktober 1890 in Valley City, North Dakota; † 12. Mai 1964 in San Bernardino, Kalifornien) war ein US-amerikanischer Filmproduzent, Filmproduzent und Drehbuchautor.

## Leben
Doane war Geschäftsführer der Hal-Roach-Filmstudios in Culver City und arbeitete seit dem Ende der 1920er Jahre als Regisseur und drehte von 1929 bis 1934 13 Comedy-Kurzfilme wie The Big Squawk (1929) und Tid-Bits (1934).
Daneben produzierte er zwischen 1932 und 1934 über dreißig Comedy-Kurzfilme. Seinen größten Erfolg hatte er mit Mister Mugg (1933), der bei der Oscarverleihung 1934 für den Oscar für den besten Kurzfilm nominiert war. Für den Kurzfilm Demi-Tasse aus dem Jahr 1934 verfasste er das Drehbuch.
In der Fernsehsendung This Is Your Life über Stan Laurel und Oliver Hardy gehörte er 1954 zu den Interviewgästen.

## Filmografie (Auswahl)

### Regisseur
- 1929: Stepping Out
- 1932: I Walked Charley

### Produzent
- 1932: Union Wages
- 1932: Lights Out
- 1933: Pick Me Up
- 1933: Gleason’s New Deal
- 1933: Meeting Mazie
- 1934: Ceiling Whacks
- 1934: Tid-Bits